# Gina Tognoni
Gina Tognoni (* 28. November 1973 in St. Louis, Missouri) ist eine US-amerikanische Schauspielerin.

## Leben und Leistungen
Tognoni wurde in den Jahren 1992 und 1993 Miss Rhode Island Teen. Sie debütierte im Jahr 1995 in der Fernsehserie Liebe, Lüge, Leidenschaft, in derer einigen Folgen sie bis zum Jahr 2002 spielte. Diese Rolle brachte ihr in den Jahren 1996, 1997 und 1998 jeweils eine Nominierung für den Soap Opera Digest Award.
In der Fernsehkomödie The second Chance – Wie du mir, so ich dir (2003) spielte Tognoni eine der größeren Rollen. Seit dem Jahr 2004 war sie in der Fernsehserie Springfield Story zu sehen, wofür sie 2005 für den Soap Opera Digest Award nominiert wurde. In den Jahren 2006, 2007 und 2008 wurde sie für diese Rolle für den Daytime Emmy nominiert, den sie im Jahr 2006 erhielt.

## Filmografie (Auswahl)
- 1995–2002: Liebe, Lüge, Leidenschaft (One Life to Live, Fernsehserie)
- 2002: Pride & Loyalty
- 2003: Fastlane (Fernsehserie, Episode 1x22 Diamantenfieber (2))
- 2003: The Second Chance – Wie du mir, so ich dir (This Time Around)
- 2003: Phenomenon II – Ein wunderbares Genie (Phenomenon II)
- 2004–2009: Springfield Story (The Guiding Light, Fernsehserie)
- 2005: Art (Kurzfilm)
- 2005: Law & Order: Special Victims Unit (Fernsehserie, Episode 6x23 Nebenwirkungen)
- 2006: Die Sopranos (The Sopranos, Fernsehserie, Episode 6x04 Schwarz und Weiß)
- 2009–2010: Venice the Series (Fernsehserie, 24 Episoden)
- 2011: In the Family
- 2014–2019: Schatten der Leidenschaft (The Young and the Restless, Fernsehserie)